# Darungan (Kademangan)
Darungan is een bestuurslaag in het regentschap Blitar van de provincie Oost-Java, Indonesië. Darungan telt 4347 inwoners (volkstelling 2010).